# Eva Probst

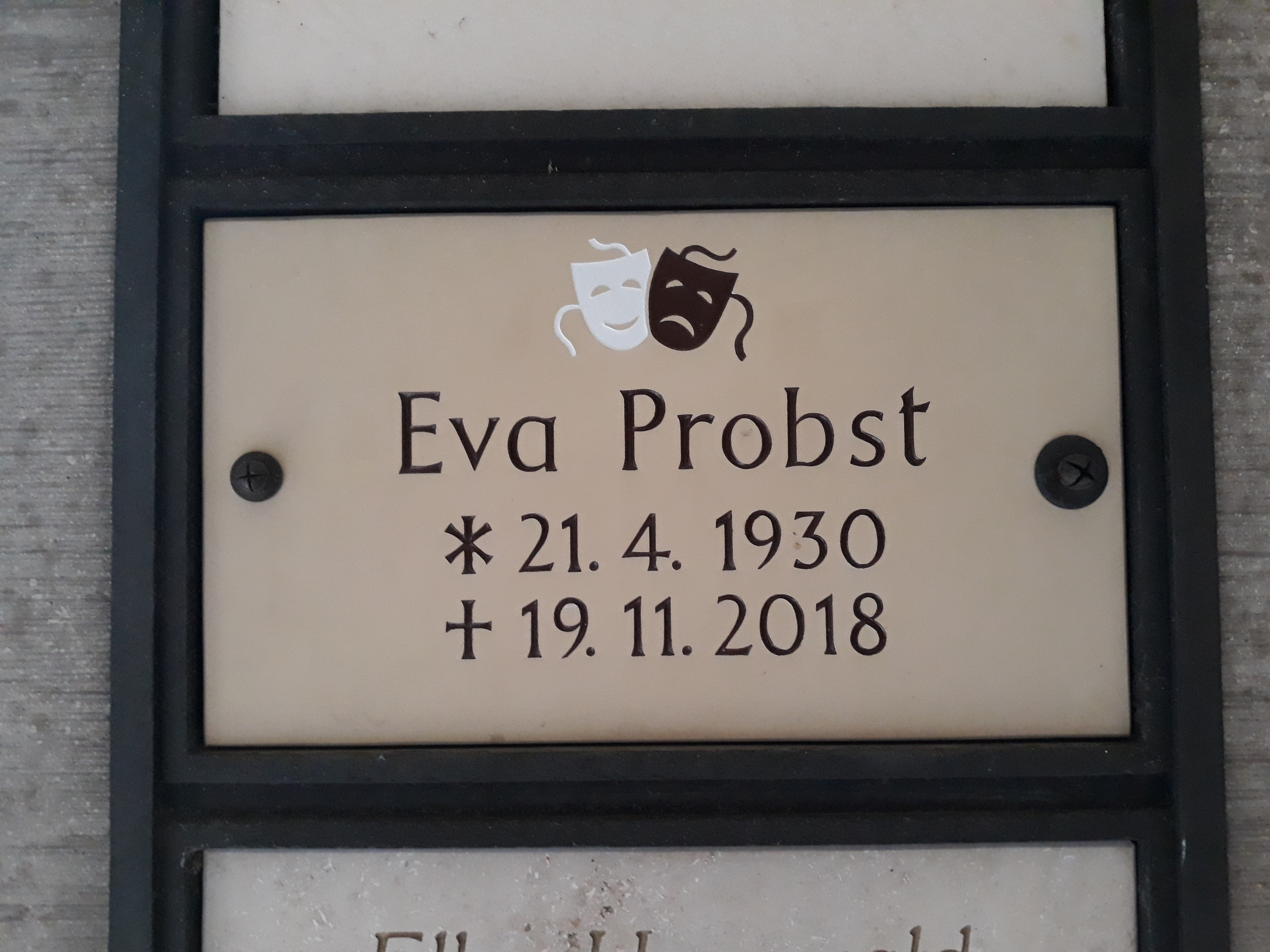
Grab von Eva Probst in der Urnenhalle des Friedhofs Wilmersdorf in Berlin

Eva Probst (* 21. April 1930 als Eva Irene Probst in Berlin-Kreuzberg; † 19. November 2018 in Berlin) war eine deutsche Schauspielerin.

## Leben
Eva Probst, Tochter eines Verwaltungsinspektors, wirkte zunächst als Bühnenschauspielerin, bevor sie vor allem in den 1950er Jahren als Filmschauspielerin bekannt wurde. Sie war auf der Kinoleinwand und auch im Fernsehen gleichermaßen präsent. Nach einer Nebenrolle als Bärbel in dem erfolgreichen DEFA-Märchenfilm Das kalte Herz im Jahr 1950 erzielte sie 1952 mit der weiblichen Hauptrolle in Ich hab’ mein Herz in Heidelberg verloren ihren Durchbruch. Anschließend war sie in weiteren Heimatfilmen zu sehen, beispielsweise 1955 in Hans Deppes Kinofilm Sohn ohne Heimat in der Rolle der Lore Hartmann.
Einem jüngeren Fernsehpublikum wurde sie als Elisabeth Meinhardts Freundin Jessica Naumann bekannt, die sie von 1992 bis 1993 in der RTL-Fernsehserie Gute Zeiten, schlechte Zeiten spielte. Weitere Fernsehauftritte übernahm sie in den Serien Achterbahn (1992) sowie bereits in den 1960er-Jahren in der Reihe Sie schreiben mit. In den 1990er-Jahren zog sie sich zunehmend von der Schauspielerei zurück und trat bis 2016 nur noch vereinzelt vor die Kamera.

## Privates
1954 heiratete Eva Probst in Muggendorf, Oberfranken, den Schauspieler Gerhard Riedmann, von dem sie 1960 geschieden wurde und von dem sie eine Tochter bekam. Sie lebte lange in Berlin-Wilmersdorf in der Künstlerkolonie Berlin. Zuletzt wohnte sie in einem Seniorenheim, in dem sie im November 2018 mit 88 Jahren starb.

## Filmografie (Auswahl)
- 1950: Nur eine Nacht
- 1950: Das kalte Herz
- 1951: Die verschleierte Maja
- 1951: Stips
- 1952: Sein großer Sieg
- 1952: Ich hab’ mein Herz in Heidelberg verloren
- 1953: Anna Susanna
- 1953: Staatsanwältin Corda
- 1953: Der Vogelhändler
- 1954: The Lie (Fernsehen)
- 1954: Hoheit lassen bitten
- 1955: Sohn ohne Heimat
- 1955: Drei Tage Mittelarrest
- 1955: Der Major und die Stiere
- 1955: Die Försterbuben
- 1956: Solange noch die Rosen blühn
- 1957: … und die Liebe lacht dazu
- 1961: Biographie und Liebe
- 1963: Sie schreiben mit – Zweimal Barbara
- 1964: Gewagtes Spiel – Der Kopfsprung
- 1969: Meine Schwiegersöhne und ich (Fernsehserie)
- 1972: Paganini (Fernsehfilm)
- 1986: Der Prinz (Fernsehfilm)
- 1989: Quatre mains
- 1990: Bei mir liegen Sie richtig
- 1990: Das Glück sei Unbeweglichkeit
- 1991: Becoming Colette
- 1992: Achterbahn – Schlangenliebe
- 1992–1993: Gute Zeiten, schlechte Zeiten
- 1994: Hallo, Onkel Doc!
- 1996: Achterbahn – Läusefrei
- 1996: Für alle Fälle Stephanie
- 2001: Der Landarzt – Millimetersache
- 2005: Zurück in der Stadt von Morgen (Kurzfilm)
- 2013: Der letzte Men(t)sch
- 2014: Frau Jeremias Glück (Kurzfilm)
- 2016: Kryo (Kurzfilm)